# 20313 Fredrikson
20313 Fredrikson è un asteroide della fascia principale. Scoperto nel 1998, presenta un'orbita caratterizzata da un semiasse maggiore pari a 2,5378197 UA e da un'eccentricità di 0,0998021, inclinata di 5,83776° rispetto all'eclittica.